# Miconia jentaculorum
Miconia jentaculorum är en tvåhjärtbladig växtart som beskrevs av John Julius Wurdack. Miconia jentaculorum ingår i släktet Miconia och familjen Melastomataceae. Inga underarter finns listade i Catalogue of Life.